# Aaron Grundy
Aaron Grundy, född 21 januari 1988, är en engelsk fotbollsspelare, position målvakt. Han har spelat i Bury, där han blev utlånad till FC United of Manchester. Emellan FC United och Bury spelade han i Burscough och Cambridge United. Han har tidigare även spelat i Fleetwood Town.